# Rocha siliciosa

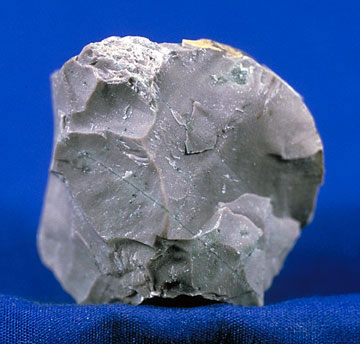
Cherte, um rocha siliciosa.

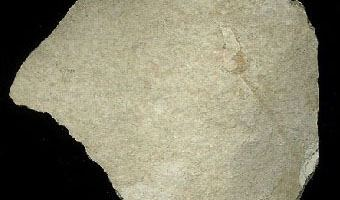
Um diatomito.

Rochas siliciosas são rochas sedimentares constituídas principalemente por dióxido de silício (SiO2). As rochas siliciosas mais comum são o cherte e a diatomita, geralmente formadas a partir de organismos secretores de sílica, como os radiolários, as diatomáceas e alguns tipos de esponjas. Na atualidade, é preferivel tratar estas rochas sob o termo técnico de origem inglesa «cherte».

## Descrição
Rocha siliciosa é um termo coletivo, relativamente impreciso, geralmente usado para designar as rochas sedimentares ricas em sílica (SiO2). O nome vem da designação desatualizada ácido silícico que era utilizado para o dióxido de silício, o qual também é usado para designar os minerais formados a partir daquele composto, como por exemplo quartzo, a calcedónia (SiO2) e opala (SiO2·nH2O).
As rochas siliciosas (literalmente «rochas de sílica») são formadas principalmente através da acumulação sedimentar de conchas siliciosas de organismos (radiolarito, diatomito, espiculito) ou através da formação secundária de concreções durante processos de diagénese. Nas rochas sedimentares subsequentemente silicificadas (por exemplo, calcários, arenitos ou brechas) o SiO2 ocorre finamente distribuído na matriz rochosa ou na forma de nódulos (sílex e cherte).
Estas rochas podem ter três origens principais:
- podem precipitar diretamente (quando o limiar de supersaturação é atingido);
- podem resultar de bioprecipitação. Os três organismos biomineralizadores da sílica são:
  - os radiolários (que formam as rochas chamadas radiolaritos),
  - as diatomáceas (diatomitos),
  - os poríferos (spiculitas);
- podem resultar da desintegração mecânica do material anterior:
  - Grés: detrítico,
  - Sílex: vem da crusta continental e são de origem bioquímica.